# Tshibindi Muya
Tshibindi Muya – piłkarz z Demokratycznej Republiki Konga grający na pozycji obrońcy.

## Kariera klubowa
W swojej piłkarskiej karierze Muya grał w klubie FC Saint Eloi Lupopo.

## Kariera reprezentacyjna
W 1992 roku Muya został powołany do reprezentacji Zairu na Puchar Narodów Afryki 1992. Nie rozegrał na nim żadnego meczu.